# Stefan Getsov
Stefan Getsov (Ruse, 27 de dezembro de 1929 — Sófia, 8 de agosto de 2020) foi um futebolista búlgaro, que atuava como atacante.

## Carreira
Getsov começou a sua carreira no time do Slavia Sofia em 1948. Ele atuou também pelo Akademik Sofia e pelo Dinamo Sofia.

## Seleção Búlgara
Em 30 Outubro 1950, foi convocado para  um amistoso da Seleção Búlgara contra Seleção Polónia.